# Премия Совета Министров СССР

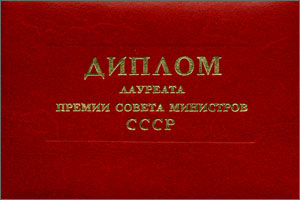
Диплом лауреата премии Совета Министров СССР

Пре́мия Сове́та Мини́стров СССР — наряду с Ленинской и Государственной премиями, а также премией Ленинского комсомола, одна из важнейших премий Советского Союза. Учреждена 28 мая 1969 года постановлением ЦК КПСС и Совета Министров СССР и присуждалась за выдающиеся достижения в области развития народного хозяйства и науки, в частности — за разработку и внедрение новых технологических решений, имеющих важное значение для развития промышленности, энергетики и сельского хозяйства.

## История
Премия присуждалась Советом Министров СССР по представлению соответствующих министерств и ведомств:
- по представлению Госкомитета по науке и технике СССР (ГКНТ) и ВЦСПС — за выполнение комплексных научных исследований, проектно-конструкторских и технологических работ по важнейшим направлениям развития народного хозяйства и его отраслей и за внедрение результатов этих исследований и работ (в том числе за выполнение научно-технических программ) — 50 премий в следующих размерах: 5 премий — от 30 до 50 тыс. рублей, 20 премий — от 15 до 20 тыс. рублей и 25 премий — от 3 до 12 тыс. рублей[1];
- по представлению ГКНТ, ВЦСПС и Госстроя СССР — за разработку наиболее выдающихся проектов и строительство по этим проектам предприятий, зданий и сооружений — 60 премий, в том числе 15 премий по 20 тыс. рублей, 20 премий по 10 тыс. рублей и 25 премий по 5 тыс. рублей[2];
- по представлению ГКНТ, ВЦСПС, Министерства сельского хозяйства СССР, Министерства мелиорации и водного хозяйства СССР и Госкомсельхозтехники СССР — за разработку и внедрение в производство результатов наиболее крупных научно-технических исследований и открытий, имеющих важное значение для развития сельского хозяйства (10 премий, в том числе две первые премии по 20 тыс. рублей, три вторые премии по 10 тыс. рублей, пять третьих премий по 5 тыс. рублей[3]).

Присуждение премий проводилось ежегодно, начиная с 1971 года. Изначально присуждались лишь «строительные» премии, в 1976 году были введены «сельскохозяйственные» премии, а в 1979 — премии для работников производственных отраслей.
Награждение включало вручение диплома, нагрудного знака «Лауреат премии Совета Министров СССР», а также денежных выплат коллективам, удостоенным этой премии.
Вручение премии вначале приурочивалось к Дню строителя, затем к Дню советской науки.